# Metoecus javanus
Metoecus javanus – gatunek chrząszcza z rodziny wachlarzykowatych. Występuje na Jawie, północy Borneo, zachodniej Malezji i zachodniej Sumatrze. Dorosłe osobniki mają barwę od czerwonobrązowej do czarnej. Larwy są parazytoidami czerwi os, m.in. gatunku Vespa velutina velutina i (prawdopodobnie) Vespa multimaculata pendleburyi.
M. javanus został opisany przez Pica w 1913 roku.